# Ђура Бајаловић
Ђура Бајаловић (Шабац, 13. фебруар 1879 — Београд, 5. мај 1949) био је један од водећих београдских архитеката арт нувоа у српској архитектури на прелазу из 19. века. Његов старији брат био је Петар Бајаловић, архитекта и универзитетски професор.

## Радови
Неки од његових радова су :
- Кућа Леоне Панајот је изграђена као спратна породична кућа.[2] Састоји се од подрума, приземља, спрата и поткровља. Архитектонски је обликована у маниру сецесије. Као изразито дело овог стила, кућа је представљена на IV југословенској уметничкој изложби у Београду 1912. године.
- Зграда Сеизмолошког завода чији камен темељац је положен 10. септембра 1908. године. Првобитни објекат изведен је 1909. године према пројекту архитекте Момира Коруновића, док је радове изводила фирма Стевана Хибнера из Београда. Радови су настављени 1912. године према плановима Бајаловића.[3] Још две интервенције из 1926. и 1939. године довеле су до формирања коначног изгледа грађевине. Први сеизмолошки инструменти инсталирани су 1909. године, као и сав инвентар завода уништени су током Првог светског рата. Све до новијих дана коришћени су инструменти добијени 1929. године на име ратне репарације.